# 한정호 (1972년)
한정호(韓政澔, 1972년 10월 16일 ~ )는 대한민국의 의사, 국립대병원 교수이다. 충청북도 청주시에서 태어났다. 전 청주성모병원 소화기내과과장이었으며, 현재 충북대학교병원 소화기내과 교수이다.

## 생애
한정호 교수는 충북대학교의대를 졸업하고 충북대학교병원내과교수로 근무 중이다. 대한의사협회 정책이사, 충청북도의사회 정책이사, 대한의사협회 일원화특별위원회(현재 한방대책특별위원회), 대한소화기내시경학회 학술위원회, 정보전산위원회, 보험의무위원회, 초음파내시경(EUS)연구위원, 무흉터내시경수술 연구위원 등을 두루 역임했다.
한정호 교수는 2013년 사이비 의료를 인터넷을 통해 고발하여 국민의 건강을 보호한 공을 인정받아 보건복지부장관 표창을 받았으며, 2014년에는 국제선 여객기에서 발생한 심장마비 환자를 심폐소생술로 소생시키고 비행기가 착륙할 때까지 4시간 여 동안 치료를 하여 소중한 생명을 살린 선행으로 보건복지부 장관 표창과 자랑스러운 충북인상을 받았다. 2014년 3월 조선닷컴에서 심장마비 승객을 살린 한정호 의사에 대한 기사를 보도했다.

## 약력 및 연구성과

### 주요약력
- 2006년 청주성모병원 소화기내과과장
- 2010년 충북대학교병원 임상조교수
- 2013년 충북대학교병원 임상부교수
- 2014년 충북대학교병원 홍보팀장
- 2015년 충북대학교병원 대외협력실장
- 2021년 충북대학교병원 기획조정실장

### 주요학회활동
- 2007년 5월~2009년 1월 충청북도의사회 정책이사
- 2010년 3월~2012년 3월 대한의사협회 국민지식향상위원회 위원
- 2011년 5월~2012년 1월 대한의사협회 정책이사
- 2011년 11월~2015년 11월 대한소화기내시경학회 정보전산위원회 위원
- 2011년 11월~2015년 11월 대한소화기내시경학회 보험의무위원회 위원
- 2011년 11월~2015년 11월 대한소화기내시경학회 학술위원회 위원
- 2011년 11월~2015년 11월 대한소화기내시경학회 초음파내시경연구회 연구위원
- 2010년 4월~2016년 4월 대한췌담도학회 보험위원회 위원
- 2012년 4월~2016년 4월 대한췌담도학회 편집위원회 위원
- 2010년 4월~2012년 4월 대한췌담도학회 섭외위원회 위원
- 2012년 4월~2016년 4월 대한췌담도학회 섭외위원회 위원
- 2014년 4월~2016년 4월 대한췌담도학회 정책질관리위원회 위원(간사)
- 2017년 ~ 2023년 한국의료윤리학회 이사
- 2019년 ~ 2023년 대한소화기암연구회 이사

### 수상경력
- 2011년 대한소화기내시경연구재단 월봉학술상
- 2013년 보건복지부장관 표창, '사이비의료로부터 환자와 국민을 보호한 공로를 인정'
- 2014년 보건복지부장관 표창, '국제선 여객기에서 심폐소생술로 승객을 구조함'
- 2014년 충청북도 도지사 표창, '자랑스런 충북인상'. '국제선 여객기에서 심폐소생술로 승객을 구조함'

### 저서
- 《닥터스 블로그》(공동저자)
- 《초음파내시경 교과서》(공동저자)